# Genuchus nasalis
Genuchus nasalis är en skalbaggsart som beskrevs av Gilbert John Arrow 1926. Genuchus nasalis ingår i släktet Genuchus och familjen Cetoniidae. Inga underarter finns listade i Catalogue of Life.